# Kuna Valéria
Kuna Valéria (Kecskemét, 1982. május 31. –) magyar énekesnő.

## Életútja
Édesanyja Kovács Katalin, édesapja Ferencz Gyula Zoltán. Édesapja korán elhunyt (1987), nevelőapja Kuna Lajos. Zenei tanulmányait óvodás korában kezdte, első hangszere a gordonka (1988) volt, amit egy évvel később követett a trombita (1989), majd a zongora (1990) is. Máig a kecskeméti M. Bodon Pál Zeneiskola egyetlen három főtanszakos végzett tanulója. 1994-ben felvételt nyert gordonkából a Liszt Ferenc Zeneművészeti Főiskola Szegedi Tagozatára, a különleges tehetségek osztályába. Ekkor ő volt a főiskola legfiatalabb hallgatója, tanára Sin Katalin. Eközben egyre komolyabban foglalkozott a trombitával, lassan ez vált a fő hangszerévé. 1996-ban az országos trombitaverseny díjnyertese, majd 1997-ben befejezte gordonka tanulmányait és végleg a trombita mellett döntött.
Ezzel párhuzamosan megkezdte énektanulmányait Homoki Ferencné Szikora Etelkánál, később Éliás Gyula Jr., napjainkban Bognár Szivia népdalénekes tanítványa. 1993-ban testvéreivel együtt megalapította első zenekarát Family Brass néven.
Az első hivatalos "megjelenés" 1993-ban történt, a Nemzetközi Barcsi Rézfúvós Kamarazenei Találkozón, ahol rögtön Nívódíjjal jutalmazták tudásukat. Ekkor Valéria csupán tizenegy éves volt.
1995 októberében a Passauban megrendezett nemzetközi rézfúvós kamarazenei versenyen, megnyerték Passau város különdíját. Ezidőben már rendszeres fellépői voltak a hazai ifjúsági- és kulturális műsoroknak is (Eszterlánc, Cimbora, Kölyökidő, Leporello, Csipsz)
1996-ban a pozsonyi Interforum Talentov Nemzetközi Kamarazenei versenyen, 1. helyezést és az egész verseny Nagydíját nyerték. Ezt megismételték ugyanott 1998-ban, majd 1999-ben a gálaműsor díszvendégeként. A komolyzenei sikereket követően új irányt vett zenei munkássága, melynek eredményeként Fourtissimo címen megjelent első crossover albumuk a Universal Music gondozásában 2004-ben. Később a világzene és a jazz következett; 2009-ben a Hamsa zenekar és 2012-ben a Fourtissimo Jazz Orchestra /KunaTones/ megalapításával. Mindkét zenekar sikeresen mutatkozott be hazánkban és külföldön egyaránt.
2017 decemberében megjelent Say Hello címmel a Fourtissimo első, csak saját dalokat tartalmazó lemeze, melyen szövegíróként és zeneszerzőként is bemutatkozott. Erről a lemezről a  "Kisnyuszi a kalapban" A DAL 2018 c. eurovíziós válogató legjobb 30 dala közé került.
2020 májusában láttak napvilágot legújabb népzenei feldolgozásaik Kuna Vali és a FOLKtissimo néven.

## Zenekarok
- Kuna Vali és a FOLKtissimo – népzene
- Fourtissimo – electroswing, pop
- KunaTones – fúziós jazz
- Voice&Brass – klasszikus zene
- Hamsa Archiválva 2021. február 25-i dátummal a Wayback Machine-ben – világzene

## Közreműködések
- Varnus Xavér – turnék, CD-k 2000–2010
- Duna Szimfonikusok – SzimFourZió koncertek 2019–2020
- Czutor Zoltán – Édes Hazám c. dal
- Majsai Gábor – Nő nélkül az életem c. dal
- Belmondo – Kooperatív lemez (2013)
- Éliás Gyula Jr. – Láthatatlan szál c. lemez, Run to you (A DAL 2015)
- Anima Sound System – MR2+ Akusztik, Müpa
- Balkan Fanatik – MR2+ Akusztik, Müpa, Komámasszony c. dal, Mézes hetek c. dal
- Kovács Nóri – Kacsintós c. dal
- Blackbirds – A38, jubileumi koncert
- Suefo – All is Blues c. dal
- Majka – North Side Anthem c. dal
- R-GO – 25. Jubileumi koncert
- Nők c. előadás, Karinthy Színház

## Díjak, jelölések
- Országos Friss Antal Gordonkaverseny Különdíj (1993)
- Országos Lubik Imre Trombitaverseny II. helyezett (1996)
- Nemzetközi Kamarazenei Verseny, Passau, nívódíj (1995)
- Pozsony, Interforum Talentov, fődíj (1996-1997)
- Fomogram-jelölés, mint az "év felfedezettje" (2005)
- Prima-díj (2005)
- II. Zuglói Smooth Jazz Dalverseny, közönségdíj (2013)
- VII. Jazzy Dalverseny, közönségdíj (2014)

## Lemezfelvételei
- Fourtissimo: New World (2001)
- Fourtissimo: Fourtissimo (2004)
- Fourtissimo: Karácsony (2005)
- Fourtissimo: A time for us (2007)
- Hamsa: Chanuka (2009)
- Fourtissimo: Éljen a magyar (2010)
- Fourtissimo Jazz Orchestra: The road so far... (2015)
- Fourtissimo: Say Hello (2017)
- Fourtissimo Jazz Orchestra/Kunatones: From now on (2020)